# Coroa de Santo Eduardo
A Coroa de Santo Eduardo (em inglês: St Edward's Crown) foi uma das Joias da Coroa Inglesa e permanece uma das joias da coroa britânica mais antigas, sendo a coroa usada na coroação dos monarcas de, em primeiro lugar, Inglaterra, seguidamente do Reino Unido e por fim dos países da Commonwealth. Como tal, uma representação de duas dimensões da coroa é usada em brasões, emblemas e várias outras insígnias, em todos os estados da Commonwealth, para indicar quem é o soberano reinante.
Foi chamada em honra do rei Eduardo, o Confessor.
A coroa original durante a Guerra Civil Inglesa (entre os anos de 1642 e 1649) foi destruída. A “versão” atual da coroa foi usada pela primeira vez na coroação do rei Jorge VI, pai da rainha de Inglaterra, em 1937. Isabel II usou a coroa apenas numa ocasião, precisamente no momento da coroação.
Esta é, provavelmente, a mais valiosa das joias da monarquia inglesa e está reservada apenas para ocasiões especiais. Tem mais de 2600 diamantes, 17 safiras, 11 esmeraldas, cinco rubis e 269 pérolas, além de ouro, prata e veludo. Pesa perto de um quilo e seiscentos gramas.

## Origem
Eduardo, o Confessor, usava sua coroa na Páscoa, no Pentecostes e no Natal. Em 1161, ele foi feito um santo, e objetos relacionados com seu reinado se tornaram relíquias sagradas. Os monges em seu local de sepultamento da Abadia de Westminster alegaram que Eduardo havia pedido a eles que cuidassem de suas vestes perpetuamente para as coroações de todos os futuros reis ingleses. Embora a alegação possa ter sido um exercício de autopromoção por parte da abadia, e alguns dos regalias provavelmente haviam sido retirados da sepultura de Eduardo quando ele foi reexpedido lá, ela se tornou aceita como fato, estabelecendo assim o primeiro. conjunto conhecido de regalias de coroação hereditárias na Europa. Uma coroa conhecida como Coroa de São Eduardo é registrada como tendo sido usada para a coroação de Henrique III em 1220, e parece ser a mesma coroa usada por Eduardo.

## Relíquia sagrada

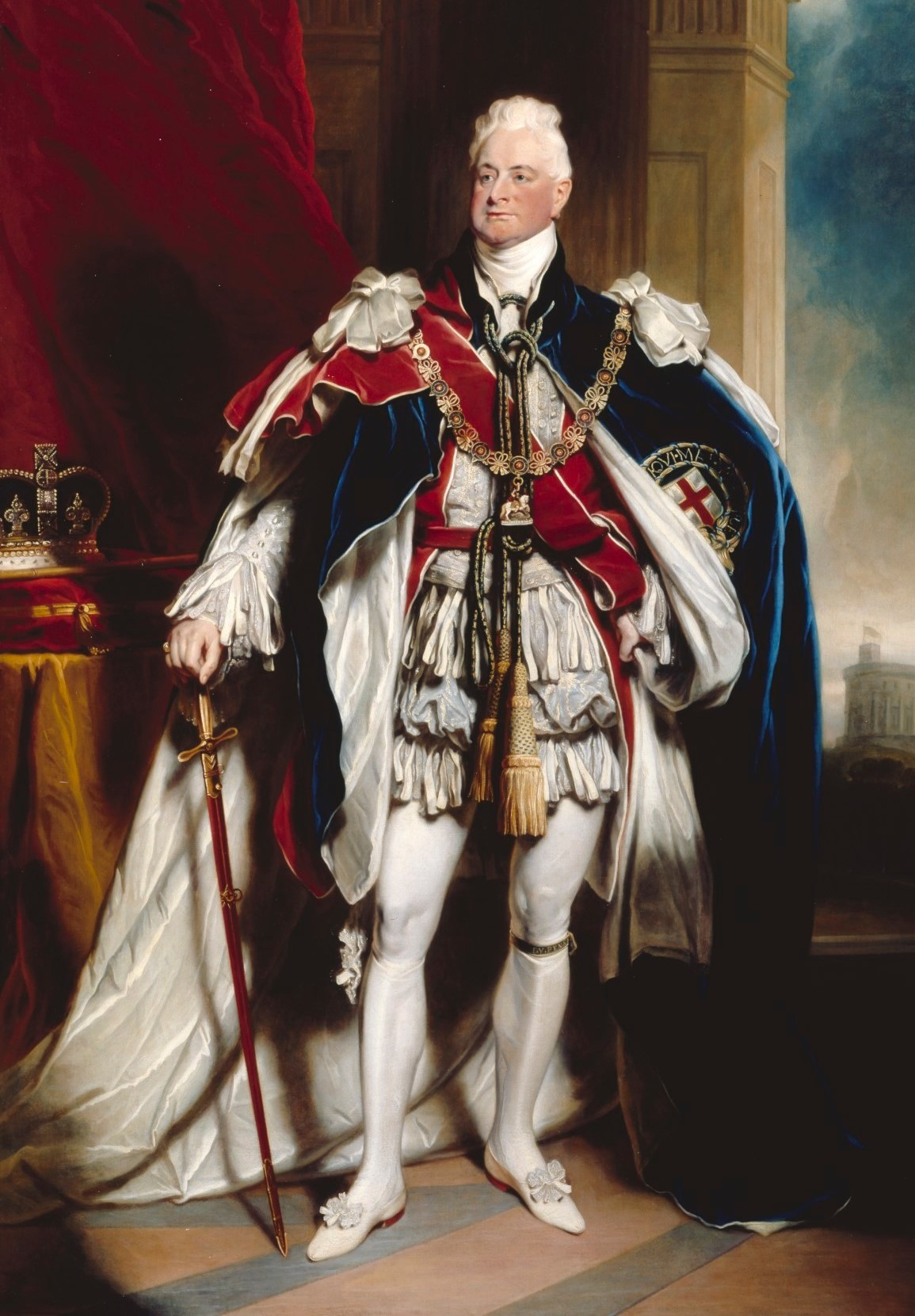
Retrato de Guilherme IV por Martin Archer Shee

Uma descrição antecipada da coroa é "Coroa do rei Alfredo de trabalho em arame de ouro com pequenas pedras e dois pequenos sinos", pesando 79,5 onças (2,25 kg) e avaliada em £ 248 no total. Às vezes era chamado de Coroa do Rei Alfredo por causa de uma inscrição na tampa de sua caixa, que, traduzida do latim, dizia: "Esta é a coroa principal dos dois, com os quais foram coroados Reis Alfred, Edward e outros". No entanto, não há evidências que apoiem a crença de que datam do tempo de Alfredo, e na ordem da coroação sempre foi referida como a coroa de São Eduardo.
A Coroa de São Eduardo raramente deixou a Abadia de Westminster, mas quando Ricardo II foi forçado a abdicar em 1399, ele teve a coroa trazida para a Torre de Londres, onde ele entregou simbolicamente a Henrique IV, dizendo: "Eu apresento e dou a você esta coroa que fui coroado rei da Inglaterra e todos os direitos que dependem dele ".
Foi usado em 1533 para coroar a segunda esposa de Henrique VIII, Ana Bolena - sem precedentes para uma rainha consorte. No período Tudor, três coroas foram colocadas nas cabeças dos monarcas em uma coroação: a coroa de São Eduardo, a coroa do estado, e uma "coroa rica" feita especialmente para o rei ou a rainha. Depois da Reforma Inglesa, a nova Igreja da Inglaterra denunciou a veneração das relíquias medievais, e começando com a coroação de Eduardo VI em 1547, o significado da coroa de São Eduardo como uma relíquia sagrada foi minimizado na cerimônia.
Durante a Guerra Civil Inglesa, o Parlamento vendeu a Coroa medieval de São Eduardo, considerada por Oliver Cromwell como um símbolo do "detestável governo dos reis".

## Restauração

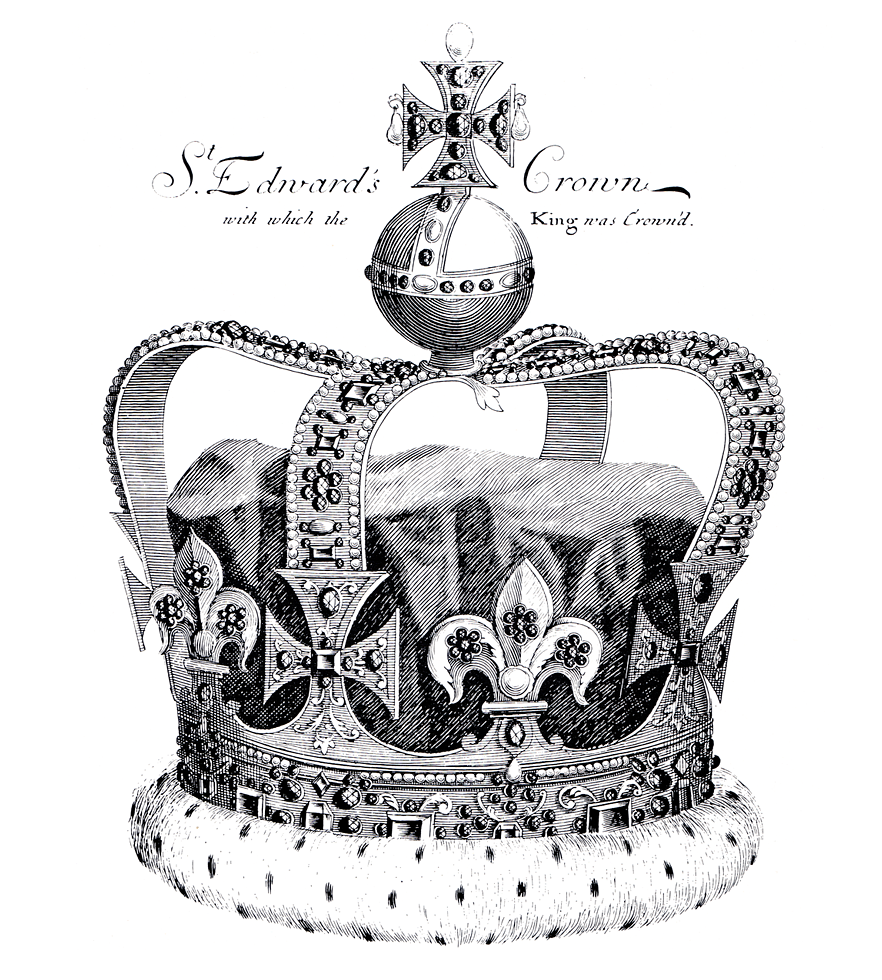
Coroa de Santo Eduardo, quando olhou para a coroação de James II da Inglaterra em 1685.

A monarquia britânica foi restaurada em 1660 e, em preparação para a coroação de Carlos II, que vivia no exílio no exterior, uma nova Coroa de Santo Eduardo foi fornecida pelo ourives real Sir Robert Vyner. Foi moldado para se parecer muito com a coroa medieval, com uma base de ouro pesada e aglomerados de pedras semipreciosas, mas os arcos são decididamente barrocos.
No final do século 20, assumiu-se a incorporação de ouro da coroa original de São Eduardo, como eles são quase idênticos em peso, e nenhuma fatura foi produzida para os materiais em 1661. Uma coroa também foi exibida no estado mentiroso de Oliver. Cromwell, Lorde Protetor da Inglaterra de 1653 até 1658. Sobre o peso desta evidência, o escritor e historiador Martin Holmes, em um artigo de 1959 para Archaeologia, concluiu que na época do Interregnum, a Coroa de Eduardo foi salva do caldeirão e que seu ouro foi usado para fazer uma nova coroa na Restauração.
Sua teoria se tornou sabedoria aceita, e muitos livros, incluindo guias oficiais para as Jóias da Coroa na Torre de Londres, repetiram sua afirmação como se fosse verdade. Em 2008, uma nova pesquisa descobriu que uma coroa e um cetro de coroação foram feitos em 1660 em antecipação a uma coroação precoce, que teve que ser adiada várias vezes. Sua outra regalia foi encomendada em 1661, depois que o parlamento aumentou o orçamento como um sinal de seu apreço pelo rei. A coroa de Cromwell no estado provavelmente era feita de metal base dourado, como estanho ou cobre, como era comum na Inglaterra do século XVII; por exemplo, uma coroa exibida no funeral de Jaime VI e eu custara apenas 5 libras e estava decorada com jóias falsas. 
Em 1671, Thomas Blood roubou brevemente a coroa da Torre de Londres, achatando-a com um martelo na tentativa de escondê-la. Um novo molde foi criado para a coroação de James II, e para William III a base foi mudada de um círculo para um oval. Após a coroação de Guilherme III em 1689, os monarcas preferiram ser coroados com uma coroa de coroação mais leve e personalizada (por exemplo, a Coroação de Jorge IV) ou sua coroa estatal, enquanto a Coroa de São Eduardo geralmente descansava no altar-mor.

## Século 20 aos dias atuais

Monograma da Rainha Elizabeth II.

Eduardo VII pretendia reviver a tradição de ser coroado com a Coroa de São Eduardo em 1902, mas no dia da coroação ele ainda estava se recuperando de uma operação de apendicite, e em vez disso ele usava a Coroa do Estado Imperial mais leve.
Joias seriam contratadas para uso na coroa e removidas após a coroação até 1911, quando foi permanentemente fixado com 444 pedras preciosas e semipreciosas. As pérolas de imitação nos arcos e na base foram substituídas por contas de ouro que na época eram banhadas a platina. Sua banda também ficou menor para caber em Jorge V, o primeiro monarca a ser coroado com a coroa de São Eduardo em mais de 200 anos, reduzindo o peso total da coroa de 82 troy onças (2,6 kg) para 71 troy onças (2,2 kg). ]
Foi usada para coroar seu sucessor Jorge VI em 1937 e a rainha Elizabeth II em 1953, que adotou uma imagem estilizada da coroa para uso em brasões, distintivos, logotipos e várias outras insígnias nos reinos da Commonwealth para simbolizar sua autoridade real. Nestes contextos, substituiu a coroa de Tudor, que tinha sido instalada por Eduardo VII em 1901. O uso da imagem da coroa dessa forma é com permissão do monarca.

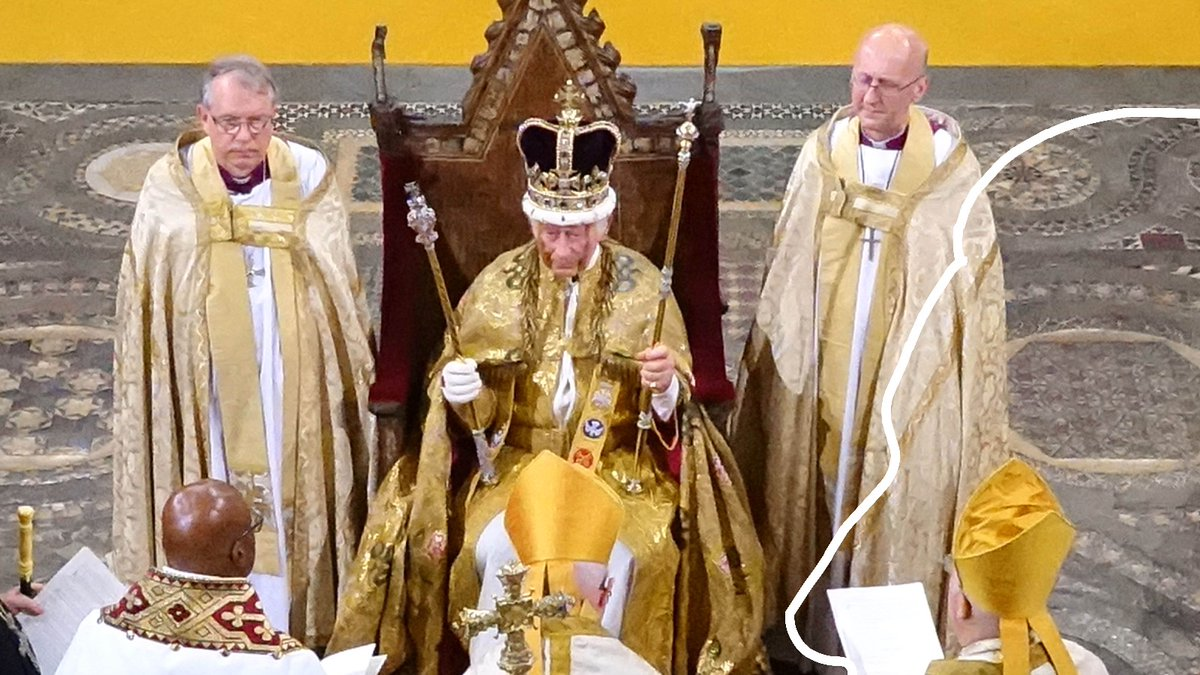
O Rei Charles III utilizando a Coroa de São Eduardo em sua coroação em maio de 2023.

Em 4 de junho de 2013, a Coroa de São Eduardo foi exibida no altar-mor na Abadia de Westminster em um serviço para marcar o 60º aniversário da coroação de Elizabeth II - a primeira vez que deixou a Casa das Joias na Torre de Londres desde 1953. De acordo com o Palácio de Buckingham, a peça foi novamente removida da Torre de Londres em dezembro de 2022 para modificação, em vista da coroação do rei Carlos III.

## Descrição
A Coroa de São Eduardo tem 22 quilates de ouro, mede 30 cm de altura, pesa 2,23 kg e tem quatro patinhas de quatro patas e quatro patas, sustentando dois arcos mergulhados por um monde. e cruz pattée, os arcos e monde significando uma coroa imperial. Seu gorro de veludo roxo é enfeitado com arminho. É composto por 444 pedras preciosas e semipreciosas, incluindo 345 águas-vivas cortadas em rosa, 37 topázios brancos, 27 turmalinas, 12 rubis, 7 ametistas, 6 safiras, 2 jargões, 1 granada, 1 espinélio e 1 carbúnculo.

## Uso
Embora seja considerada a coroa oficial da Coroação, apenas sete monarcas foram coroados com a Coroa de São Eduardo desde a Restauração: Carlos II (1661), Jaime II (1685), Guilherme III (1689), Jorge V (1911), Jorge VI (1937), Elizabeth II (1953) e Charles III (2023). Maria II e Ana foram coroadas com pequenas coroas de diamante próprias; Jorge I, Jorge II, Jorge III e Guilherme IV com a Coroa Estatal de Jorge I; George IV com uma grande coroa de diamantes nova feita especialmente para a ocasião; e a Rainha Vitória e Eduardo VII optaram por não usar a Coroa de São Eduardo devido ao seu peso e, em vez disso, usaram a versão mais leve de 1838 da Coroa do Estado Imperial. Quando não foi usada para coroar o monarca, a Coroa de São Eduardo foi colocada no altar durante a coroação; no entanto, ela não apareceu na coroação da rainha Vitória.
1. ↑  «Monarquia britânica modificará a coroa de Santo Eduardo para o rei Charles III; veja foto». G1. Consultado em 4 de dezembro de 2022